# اسپاس دلف
اسپاس دلف (بلغاری: Спас Бориславов Делев؛ زادهٔ ۲۲ سپتامبر ۱۹۸۹) بازیکن فوتبال اهل بلغارستان است.
از باشگاه‌هایی که در آن بازی کرده است می‌توان به باشگاه فوتبال مرسین، باشگاه فوتبال لاس پالماس، و باشگاه فوتبال زسکا صوفیه اشاره کرد.
وی همچنین در تیم‌های ملی فوتبال زیر ۲۱ سال بلغارستان و بلغارستان بازی کرده است.